# Павленко, Павел Павлович
Павел Павлович Павленко (20 сентября 1902, Киев — 9 марта 1993, Москва) — советский актёр. Заслуженный артист РСФСР (1954).

## Биография
Павел Павленко родился 20 сентября 1902 года в Киеве. Его отец, оперный актёр, в 1903 году переехал на постоянное место жительства в Москву и перевез с собой семью. В 1919 году окончил Московский Государственный институт музыкальной драмы. Хотел поступить в Московскую оперетту, но Григорий Ярон не пустил его, заявив: «Нам второй Ярон не нужен!».
На сцене с 1920 года. Работал в Московском Украинском театре, Московском театре для детей, Харьковском Краснознамённом театре и других.
В годы войны играл в Театре имени Моссовета.
Снимался в фильмах-сказках Александр Роу, экранизациях романов Достоевского, Ильфа и Петрова.
После 1976 года в кино не снимался.
Был женат на Анне Степановне Потапенко. Детей у супругов не было.
Скончался 9 марта 1993 года (по другому источнику 1992 года) в Москве на 91-м году жизни. Похоронен на Ново-Донском кладбище. 

## Фильмография
- 1946 — Глинка — Фаддей Булгарин
- 1952 — Композитор Глинка — Фаддей Булгарин
- 1952 — Ревизор — Лука Лукич Хлопов, смотритель училищ
- 1953 — Сеанс гипноза (короткометражный) — Дрожжинский
- 1953 — Корабли штурмуют бастионы — Павел I
- 1957 — Высота — пожилой монтажник
- 1957 — Поединок — Светловидов
- 1958 — Капитанская дочка — Иван Игнатьевич, кривой поручик
- 1958 — Наш корреспондент — Иван Иванович Федотов, инженер-строитель
- 1960 — Время летних отпусков — Бородай, главный бухгалтер
- 1960 — Ловцы губок — Бабурис
- 1961 — Суд сумасшедших — Сибелиус Фтор
- 1962 — Жертвы (короткометражный)
- 1963 — Королевство кривых зеркал — Главнейший церемониймейстер
- 1963 — Сгорел на работе (короткометражный)
- 1963 — Пропало лето — Евгений Александрович Ручкин, дед Жеки
- 1963 — Большой фитиль — помощник председателя
- 1963 — Фитиль (серия «Изолированная ведьма») — проверяющий из ЖЭКа
- 1964 — Морозко — отец Насти
- 1966 — Скверный анекдот — Аким Петрович Зубиков
- 1966 — Фитиль (серия «Вперёд глядящий») — Тарасыч, сторож
- 1967 — Огонь, вода и… медные трубы — Водяной
- 1968 — Золотой телёнок — Фунт, зицпредседатель
- 1968 — Братья Карамазовы — старец Зосима
- 1969 — Адам и Хева — старик-дагестанец
- 1970 — Вас вызывает Таймыр — дедушка Бабурин, пчеловод
- 1970 — Карусель (новелла «Благодарный») — Иван Петрович, чиновник
- 1973 — Много шума из ничего — Клюква
- 1976 — 12 стульев — сторож в клубе

## Озвучивание мультфильмов
- 1971 — Царевна-лягушка — царь (нет в титрах)
- 1974 — Утренняя музыка — жук-часовщик